# نوواوپتینو
نوواوپتینو (انگلیسی: Novouptino) یک شهرک در شهرستان چیشمینسکی در استان باشقیرستان کشور روسیه است.